# Burham
Burham – wieś w Anglii, w hrabstwie Kent, w dystrykcie Tonbridge and Malling. Leży 8 km na północny zachód od miasta Maidstone i 47 km na południowy wschód od centrum Londynu. Miejscowość liczy 1251 mieszkańców.